# The Vibrators
The Vibrators är ett av Storbritanniens allra första punkband. Grundad i London 1976, har gruppen spelat i över 30 år och är fortfarande aktiv. Liksom all punk, levde den ut sin storhetstid under slutet av 1970-talet, men har i och med ett förnyat intresse av punk och internetsidor som MySpace hittat en ny publik på 2000-talet. Gruppens frontfigur är sångaren, gitarristen, låtskrivaren och konstnären Knox. Förutom ett kort avbrott mellan 1980 och 1982 har The Vibrators varit aktivt sedan det grundades. Till bandets hits hör "Baby, Baby, London Girls, Whips and Furs, Sweet Sweet Heart" och "Automatic Lover". 

## Biografi

### 1970-talet - starten och de klassiska skivorna
The Vibrators grundades år 1976 av Knox, gitarristen John Ellis, basisten Pat Collier och trumslagaren John "Eddie" Edwards. I det skedet var Knox redan över 30 år gammal och hade spelat pubrock på Londons krogar i många år. Han ställde sig till en början skeptisk till att grunda ett band som enkom skulle spela egna sånger (han hade börjat gömma in sina i seten mellan "Proud Mary" och "Mustang Sally redan tidigare), men beslöt sig för att ge gruppen en chans. En av orsakerna var att amerikanska grupper som Iggy & The Stooges, The Ramones och The Dead Boys blev allt populärare med sin rebelliska attityd och sin avskalade, brutala musik i ett England som plågades av social och ekonomisk kräftgång och ett stagnerat politiskt system. För The Vibrators, vars medlemmar hade en begränsad musikalisk kunskap och föredrog enkla, raka låtar, var det en lyckoträff. 
Bara månader innan The Vibrators gjorde sin första spelning, hade nya grupper som The Stranglers och Sex Pistols bildats, och strax efter kom grupper som London SS, som bytte namn till The Clash, och The Damned. 100 Club blev en språngbräda för den nya, brittiska punken, inte minst i och med 100 Club Punk Rock Festival, som urartade i tumult och hjälpte till att göra musikstilen känd för allmänheten. The Vibrators var en av grupperna som spelade på festivalen. 
Strax efter att The Damned hade släppt Englands första punksingel, klassikern "New Rose, kom i november 1976 The Vibrators "We Vibrate". I början av 1977 spelade de som förband för Iggy Pop på hans brittiska turné (med David Bowie på keyboards) och släppte strax efter det sin första LP, Pure Mania, med låtar som "Baby, Baby" och "London Girls". Skivan kunde inte på långt när mäta sig med Sex Pistols skivas popularitet, som gick upp på första plats på försäljningslistan, men tog sig in på Top 50. Den andra skivan, V2, å andra sidan, fick mycket större publicitet och anses vara en av new wave:ns klassiker. Tack vare skivan fick gruppen medverka i Top of the Pops. 
Före V2 släpptes, slutade Collier och ersattes av Gary Tibbs och strax efteråt hoppade Ellis av och in kom i stället Dave Birch. Man tog också med en keyboardist som dessutom spelade saxofon, Don Snow. Den ständigt förändrade medlemsuppsättningen och gruppens musikaliska ambitioner gjorde att Knox satsade på solokarriär 1978. Edwards, den ende kvarvarande originalmedlemmen fortsatte spela med en ny sångare, Kip (Malcolm Herring), Phil Ram och Adrian Wyatt på gitarrer och Ian Woodcock på basgitarr. De gav ut två singlar, "Disco In Mosco" och "Gimme Some Lovin'", men splittrades år 1980.

### 1982 till i dag - nyfunnen popularitet
År 1982 återförenades originalmedlemmarna Knox, Eddie, Collier och Ellis. Början och mitten av 1980-talet var en mycket produktiv tid för The Vibrators. Trots att gruppen hoppade av och an mellan olika skivbolag, hann de släppa skivorna Guilty, Alaska 125, Fifth Amendment och Vibrators Live till och med år 1986. Vid sidan om hade Knox dessutom två andra band, Urban Dogs med den brittiska punkens "grand old man" Charlie Harper och Fallen Angels, och han hann också släppa et soloalbum. 1986 hoppade John Ellis åter av för att gå med i The Stranglers. Pat Collier lämnade gruppen för att satsa på en karriär som producent. På basgitarr kom först Noel Thompson in för en kort tid, men han slutade och ersattes av Mark Duncan. Gitarrist blev Mickie Owen. 
Nya skivor gavs ut med ett eller två års mellanrum, ofta flankerade av nyutgåvor av gamla dito, liveplattor eller tidigare opublicerat material. The Vibrators spelade regelbundet live och hade i början av 1990-talet en lång serie turnéer, samtidigt som de gav ut ett akustiskt album, Unpunked. 1996 firade bandet sitt 20-årsjubileum med ännu en ny uppsättning medlemmar: Knox, Edwards, gitarristen Darrell Bath och basisten Nick Peckham. Bath hoppade av samma år. Den återstående konstellationen spelade in två album, French Lessons With Corrections och Buzzin'. Dessutom gjorde de 1999 en lång turné, som bland annat tog dem till USA och Kanada.
2000-talet kom med två nya basister, Robbie Tart och finländaren Pete (från gruppen No Direction), som är medlem av gruppen än i dag.  2003 gjorde The Vibrators en Europaturné tillsammans med UK Subs. Internets intåg har skapat nytt intresse för gruppen. Tre studioalbum har givits ut under de senaste sju åren, Noise Boys, Energize och cover-skivan Punk: The Early Years. Dessutom har ett antal skivor med rariteter och live-spelningar getts ut, liksom två DVD-filmer. 2007 inledde bandet också en USA-turné.

## Musiken
The Vibrators musik var från början snarare rythm & blues-baserad än ren punk vilket bland annat debutsingeln "Baby, Baby" utgör ett exempel på. Gruppens tidiga spelning på 100 Punk Rock Festival har också beskrivits som udda, just eftersom bandet spelade i ett långsammare tempo, med mer intrikata melodier och gitarrsolon. År 1977 togs keyboard och saxofon in och på låten "Nazi Baby" från skivan V2 (som fick sin inspiration då bandet under en kort tid var stationerat i Berlin) medverkar Berlins filharmoniska orkester. Med tiden blev The Vibrators musik snabbare och mer avskalad. 
Bandet såg heller aldrig ut som ett regelrätt punkband, flera av medlemmarna (inklusive Knox) hade långt hår och klädde sig snarare som rockare än som punkare. Allt det här bidrog till att The Vibrators alltid varit ett lite udda namn i punkkretsar och under hela sin karriär fått stå i skuggan av större legender. Knox har också förklarat det med att ingen i gruppen egentligen ville ta del av den (själv)destruktiva livsstil som odlades inom Londons punkscen på 1970-talet, och att bandet snarare var ute efter att spela bra musik än att chockera och skapa uppror.
Något säger det också om bandets musikaliska inriktning, att Knox på äldre dagar börjat spela akustiskt som singer/songwriter och dessutom arbetar på ett country-album.

## Medlemmar
Sättningar
| 1976–1978 - Knox – sång, gitarr - John Ellis – gitarr - Pat Collier - basgitarr - Eddie – trummor   | 1978 (1) - Knox – sång, gitarr - John Ellis – gitarr - Dave Birch – basgitarr - Eddie – trummor    | 1978 (2) - Knox – sång, gitarr - John Ellis – gitarr - Dave Birch – basgitarr - Eddie – trummor - Don Snow – keyboard, saxofon | 1978 (3) - Knox – sång, gitarr - Gary Tibbs – gitarr - Dave Birch – basgitarr - Eddie – trummor - Don Snow – keyboard, saxofon |  |
| 1978 (4) - Knox – sång, gitarr - Greg van Cook – gitarr - Ben Brierly – basgitarr - Eddie – trummor | 1979 - ??? – sång - Greg van Cook – gitarr - Ben Brierly – basgitarr - Eddie – trummor             | 1980 - Kip – sång - Phil Ram – gitarr - Adrian Wyatt – gitarr - Ian Woodcock – basgitarr - Eddie – trummor                     | 1982–1986 - Knox – sång, gitarr - John Ellis – gitarr - Pat Collier – basgitarr - Eddie – trummor                              |  |
| 1986–1987 - Knox – sång, gitarr - John Ellis – gitarr - Noel Thompson – basgitarr - Eddie – trummor | 1987–1990 - Knox – sång, gitarr - Mickie Owen – gitarr - Mark Duncan – basgitarr - Eddie – trummor | 1990–1996 - Knox – sång, gitarr - Nigel Bennett – gitarr - Mark Duncan – basgitarr - Eddie - trummor                           | 1996 - Knox - sång, gitarr - Darrell Bath - gitarr - Nick Peckham - bas - Eddie - trummor                                      |  |
| 1996–1999 - Knox – sång, gitarr - Nick Peckham – basgitarr - Eddie – trummor                        | 1999–2003 - Knox – sång, gitarr - Robbie Tart – basgitarr - Eddie - trummor                        | 2003– - Knox – sång, gitarr - Pete – basgitarr - Eddie – trummor                                                               | |  |

## Diskografi
Album
- Pure Mania (1977)
- V2 (1978)
- Guilty (1982)
- Alaska 125 (1984)
- Fifth Amendment (1985)
- Vibrators Live (1986)
- Recharged (1988
- Meltdown (1988)
- Vicious Circle (1989)
- Volume Ten (1990)
- Live At The Marquee 1977 (1992)
- Power of Money (1993)
- 1976 - '77 The Demos (1994)
- Hunting For You (1994)
- Unpunked (1996)

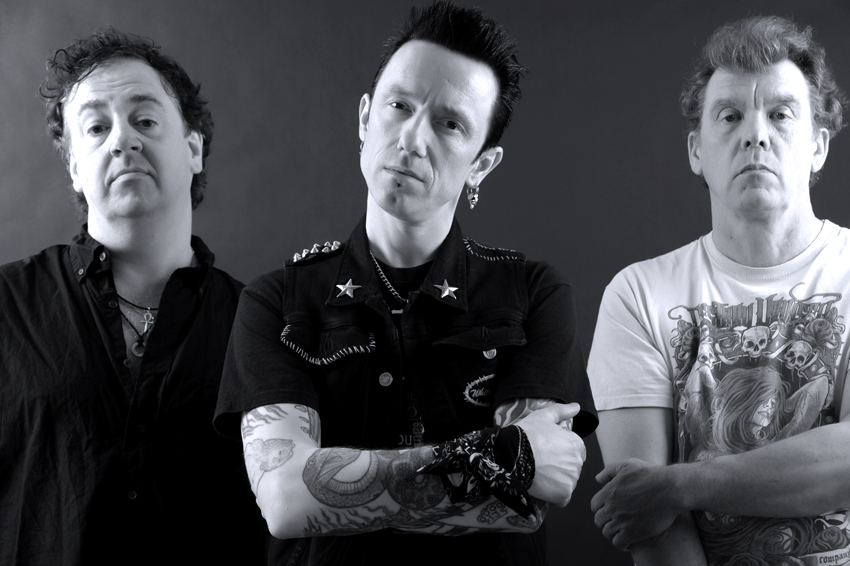
The Vibrators, 2009. (från vänster: Nigel, Pete, Eddie)

- French Lessons With Corrections, (1997)
- Buzzin' (1999)
- Public Enemy Number 1 (1999)
- Noise Boys (2000)
- BBC Punk Sessions (2000)
- Live at the Nashville 77 (2001)
- Live at the CBGB's (2002)
- Energize (2002)
- Live: Near The Seedy Mill Golf Club (2003)
- Punk Rock Rarities (2003)
- Punk: The Early Years (2006)
- Garage Punk (2009)
- Under The Radar (2009)
- On The Guest List (2013)
- Punk Mania (Back To The Roots) (2014)
- Past, Present, and into the Future (2017)
- The 1977 Demos (2018)
- The 1976 Demos (2018)